# 530 (číslo)
Pět set třicet je přirozené číslo. Následuje po čísle pět set dvacet devět a předchází číslu pět set třicet jedna. Římskými číslicemi se zapisuje DXXX a řeckými číslicemi φλ.

## Matematika
530 je:
- Deficientní číslo
- Složené číslo
- Nešťastné číslo

## Astronomie
- (530) Turandot je planetka hlavního pásu, kterou objevil v roce 1904 Max Wolf

## Roky
- 530
- 530 př. n. l.